# رومانس دل ایزونتسو
رومانس دل ایزونتسو (به ایتالیایی: Romans d'Isonzo) یک کومونه در ایتالیا است که در استان گوریتزیا واقع شده‌است.

## خصوصیات
رومانس دل ایزونتسو ۱۵٫۴ کیلومترمربع مساحت و ۳٬۶۱۱ نفر جمعیت دارد و ۲۳ متر بالاتر از سطح دریا واقع شده‌است.